# Italiaanse kamsalamander
De Italiaanse kamsalamander (Triturus carnifex) is een salamander uit de familie echte salamanders of Salamandridae. De soort werd voor het eerst wetenschappelijk beschreven door Josephus Nicolaus Laurenti in 1768. Oorspronkelijk werd de wetenschappelijke naam Triton carnifex gebruikt. Later werden de wetenschappelijke namen Gecko carnifex en Salamandra carnifex gebruikt voor deze soort.

## Uiterlijke kenmerken
De maximale lengte is ongeveer 15 centimeter inclusief staart, de mannetjes en vrouwtjes worden ongeveer even lang. In de waterfase die duurt van maart tot augustus krijgen de mannetjes een duidelijk zichtbare rugkam, die lager is dan die van de kamsalamander (Triturus cristatus), maar spitsere punten heeft.
Andere verschillen met deze soort zijn de doffe en lichtere kleuren, de relatief gladde huid en het ontbreken van wit gespikkelde flanken, die de kamsalamander wel heeft. Jongere exemplaren en vrouwtjes hebben vaak een duidelijke lichtgele streep op het midden van de rug. In de paartijd krijgen mannetjes blauwe vlekken op de flanken.

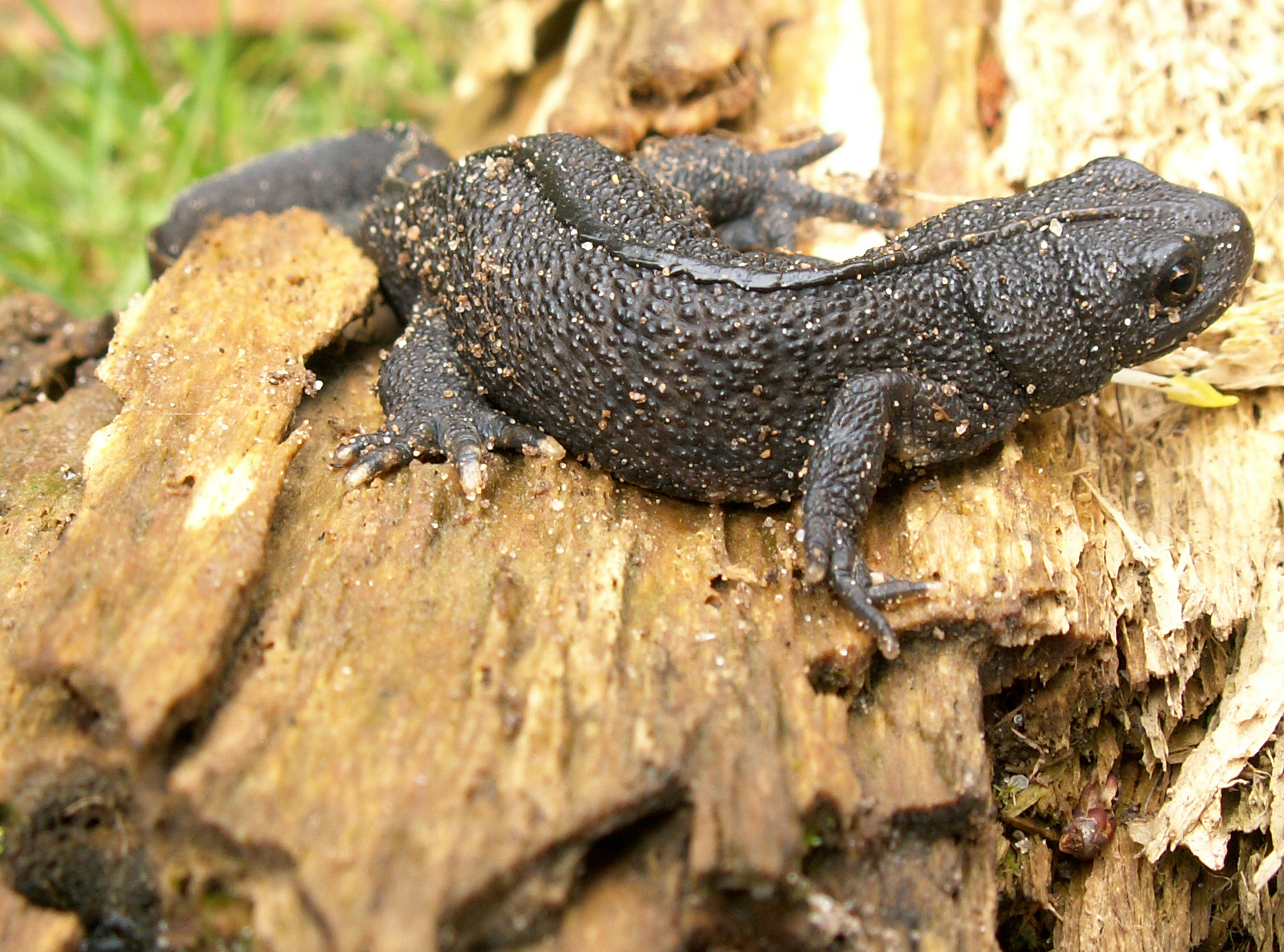
Mannetje in landfase
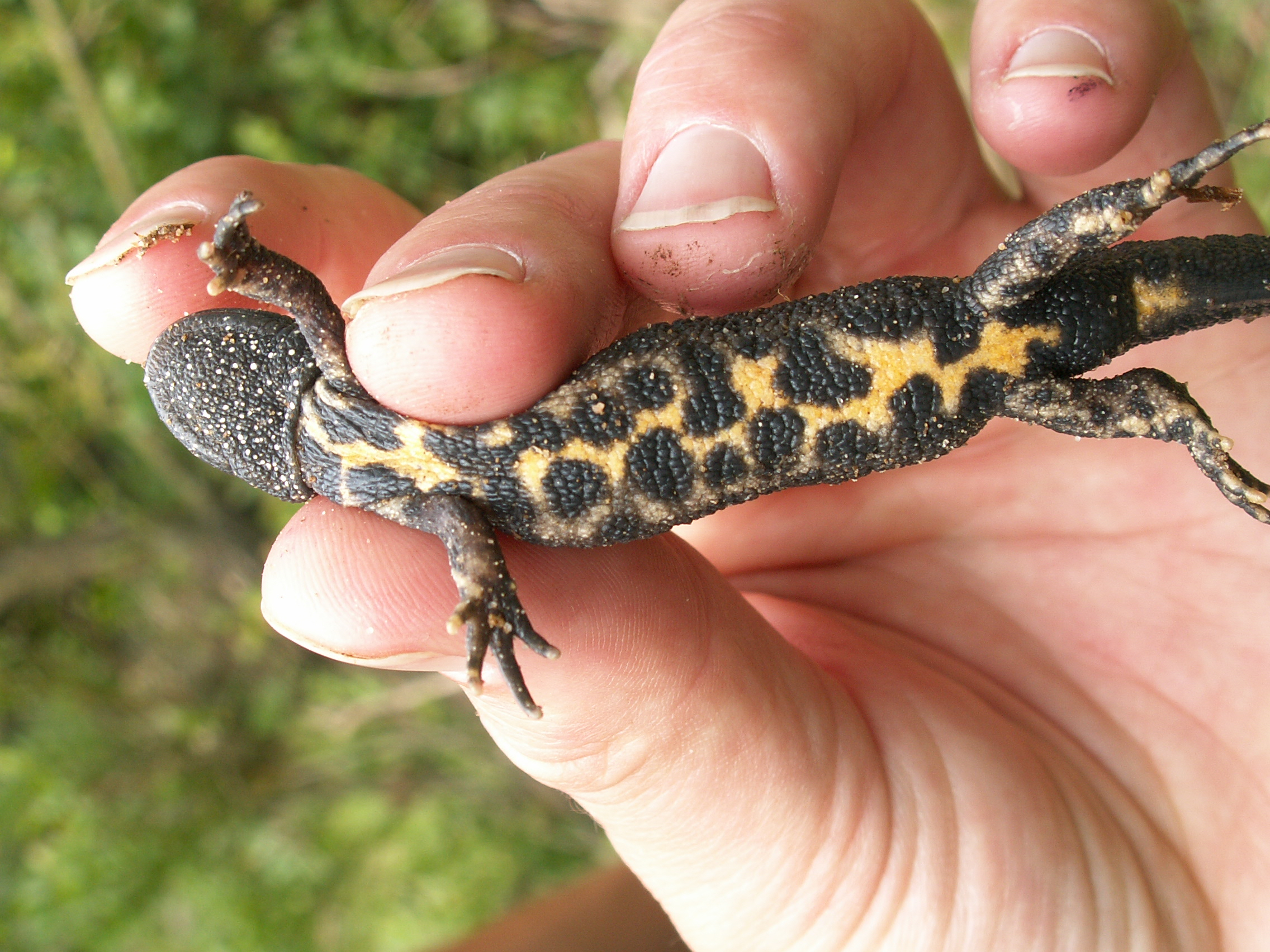
Mannetje in landfase; buikzijde
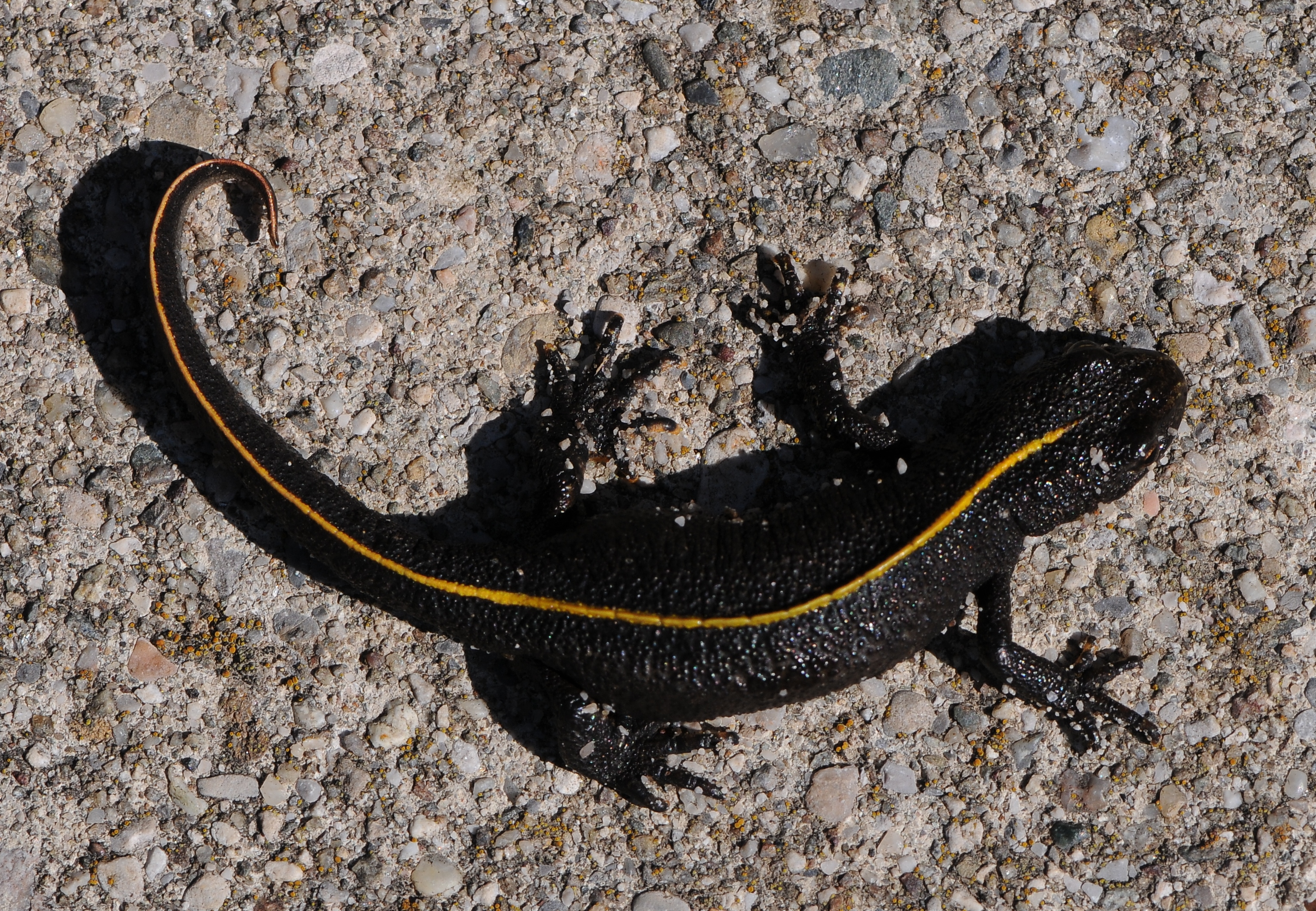
Juveniel met gele dorsale streep

## Verspreiding en habitat
De Italiaanse kamsalamander komt voor in een groot deel van zuidoostelijk Europa; in Albanië, Bosnië en Herzegovina, Duitsland, Griekenland, Hongarije, Italië, voormalig Joegoslavië, Kroatië, Noord-Macedonië, Oostenrijk, Servië en Montenegro, Slovenië, Tsjechië en Zwitserland. De soort is uitgezet in Portugal, Frankrijk, het Verenigd Koninkrijk en ook in Nederland. De habitat bestaat uit wateren met veel onderwatervegetatie, zowel in weidegebieden als bossen, over het algemeen van 800 tot 1600 meter hoogte. Soorten die in het zuiden van het verspreidingsgebied leven zijn meer afhankelijk van de neerslag vanwege de droogte in de zomer, ook houden deze exemplaren geen winterslaap. In Nederland komt de soort ook voor op de Veluwe, maar is hier uitgezet en een exoot. In de meeste delen van het verspreidingsgebied gaat het niet goed met de Italiaanse kamsalamander.

## Voortplanting
De voortplanting bestaat uit een balts van het mannetje, die zich bij de staartwortel 'dubbel vouwt' en met de staart wapperende bewegingen maakt richting het vrouwtje. Hierbij worden lokstoffen uit zijn cloaca naar het vrouwtje gewaaierd. Tijdens de paring loopt het mannetje voor het vrouwtje uit, als ze geïnteresseerd blijkt zal ze hem volgen. Dit wordt de paringsmars genoemd, het mannetje zet een spermatofoor af dat het vrouwtje, dat achter hem loopt, zal opnemen. Er worden ongeveer 200 eitjes afzonderlijk aan bladeren van waterplanten afgezet, die vervolgens worden omgevouwen om het ei te beschermen.